# Kaczor Donald przedstawia
Kaczor Donald przedstawia (ang. Donald Duck Presents) – składanka amerykańskich filmów animowanych z Kaczorem Donaldem i jego przyjaciółmi. Zastąpił go serial Przygody Myszki Miki i Kaczora Donalda. Był emitowany w bloku Walt Disney przedstawia. Poniższy spis odcinków jest tworzony na podstawie odcinków emitowanych w telewizji Polsat, polskie tytuły zaczerpnięto z artykułów Przygody Myszki Miki i Kaczora Donalda, Myszka Miki i przyjaciele oraz Miki i Donald przedstawiają Goofy’ego sportowca. Cały serial trwa 26–27 minut dzieląc na 3-4 części w jednym całym odcinku.

## Emisje
Wystartował na antenie Jedynki 13 maja 2006. Można go było oglądać w soboty o 19:00. Emisja zakończyła się 31 marca 2007 (TVP1 wyemitowała tylko 44 odcinki). Odcinki 76 i 88 na podstawie emisji w TVP1.
Był emitowany w Polsacie od 14 listopada 2009 do 5 grudnia 2010 i został emitowany ponownie od 19 grudnia 2010 do 9 lipca 2011. Można było zobaczyć niektóre odcinki w nowej wersji dubbingowej, a pozostałe odcinki emitowane z TVP1.
Od 3 września do 19 października 2012 serial był emitowany w TV Puls w obu wersjach dubbingu.
W dniach 5–13 września 2013 był emitowany w dni robocze o 17:25, a od 16 września do 31 października 2013 – od poniedziałku do czwartku o 18:25. Można zobaczyć obie wersje dubbingu.
Od 2 czerwca do 23 sierpnia 2014 wznowiono emisję – od poniedziałku do czwartku i w sobotę w Puls 2.
TV Puls emitował odcinki 1–60.
Puls 2 emitował odcinki 1–60.
Od 30 października 2016 do 9 lipca 2017 roku był emitowany w TV6 w obu wersjach dubbingu.
Od 25 marca 2017 do 25 maja 2017 roku był emitowany w TV4 w obu wersjach dubbingu.
Serial liczy ponad 100 odcinków, z czego w Polsce było wyemitowanych ponad 60 odcinków.

## Wersja polska

### Pierwsza wersja dubbingu (odc. 4, 6–9, 16–17, 20–21, 23–24, 29, 32–37, 45, 47, 50–52, 55, 57, 60, 76, 88, 90)
Wersja polska:
- Studio Sonica i
- Start International Polska

Reżyseria:
- Dobrosława Bałazy,
- Joanna Wizmur,
- Jerzy Dominik

Dialogi:
- Barbara Robaczewska,
- Joanna Serafińska,
- Krystyna Skibińska-Subocz

Teksty piosenek:
- Filip Łobodziński,
- Marek Robaczewski

Kierownictwo muzyczne:
- Mirosław Janowski,
- Marek Klimczuk,
- Agnieszka Piotrowska-Tomicka,

Dźwięk i montaż:
- Elżbieta Chojnowska,
- Sławomir Czwórnóg,
- Jacek Osławski,
- Agnieszka Stankowska,
- Janusz Tokarzewski,
- Jerzy Wierciński

Kierownictwo produkcji:
- Alicja Jaśkiewicz,
- Paweł Araszkiewicz,
- Elżbieta Araszkiewicz(inne języki)

Wystąpili:
- Kacper Kuszewski – Miki
- Jacek Bończyk –
  - Miki (odc. 6b)
  - żołądek (odc. 50d)
  - windziarz (odc. 50d)
- Piotr Grabowski – Miki (kreskówki z dubbingiem z serialu „Myszka Miki i Przyjaciele”)
- Beata Wyrąbkiewicz – Minnie
- Dominika Ostałowska – Minnie
- Jarosław Boberek –
  - Donald,
  - Hyzio (odc. 6a, 24a),
  - Dyzio (odc. 6a, 24a),
  - Zyzio (odc. 6a, 24a)
  - sąsiad Goofy’ego (odc. 9c)
  - kolega Goofy’ego (odc. 9c)
  - pilot #2 (fragment odc. 20d)
  - sobowtór Donalda (odc. 34a)
  - chłopak #1 (odc. 47b)
  - taksówkarz (odc. 50d)
  - barman (odc. 50d)
- Krzysztof Tyniec –
  - Goofy
  - alarm (odc. 9d)
- Elżbieta Jędrzejewska – Daisy

oraz:
- Małgorzata Boratyńska – Minnie (odc. 6b)
- Hanna Kinder-Kiss – Daisy
- Joanna Wizmur – Hyzio (odc. 29c, 45a)
- Edyta Jungowska – Dyzio (odc. 29c, 45a)
- Lucyna Malec –
  - Hyzio (odc. 32a)
  - Dyzio (odc. 32a, 50a)
  - Zyzio (odc. 29c, 32a, 45a, 50a)
- Ewa Kania – Chip
- Piotr Dobrowolski – Dale (oprócz odc. 21c)
- Włodzimierz Bednarski –
  - Pete
  - Pan Sowa
- Zbigniew Suszyński –
  - Vulcan (odc. 50c)
  - komentator (odc. 52b)
- Jarosław Domin – Dale (odc. 21c)
- Kajetan Lewandowski – syn (odc. 9d)
- Wojciech Paszkowski –
  - pilot #1 (fragment odc. 20d)
  - Cedric (odc. 47b)
  - chłopak (odc. 47b)
- Krzysztof Królak – Junior (odc. 9c)
- Beniamin Lewandowski – George Junior (odc. 57c)
- Tomasz Bednarek
- Izabela Dąbrowska
- Leszek Zduń
- Beata Łuczak
- Iwona Rulewicz
- Krzysztof Zakrzewski – niedźwiedź Smokey (odc. 37c)
- Marek Obertyn – robot lokaj (odc. 6c)
- Katarzyna Tatarak –
  - automatyczna niania (odc. 6c)
  - żona Goofy’ego (odc. 9c)
- Janusz Bukowski – automatyczny fryzjer (odc. 6c)
- Agnieszka Kunikowska
- Beata Jankowska
- Anna Apostolakis –
  - pielęgniarka (odc. 9d)
  - Esmeralda (odc. 47b)
- Stefan Knothe –
  - komentator zawodów (odc. 16c, 47d)
  - spiker z płyty (odc. 29d)
  - narrator (niektóre odcinki)
- Adam Bauman – Jupiter (odc. 50c)
- Jerzy Dominik –
  - kolega Goofy’ego (odc. 9c)
  - komentator (odc. 9d)
  - dyspozytor (fragment odc. 20d)
  - Pluto (fragment odc. 20d, odc. 24b)
  - foki (odc. 29b)
  - mężczyzna (odc. 29d)
  - narrator (odc. 47b)
- Grzegorz Pawlak – narrator (odc. 24c)
- Paweł Szczesny –
  - kolega Goofy’ego (odc. 9c)
  - anioł (odc. 20c)
- Jacek Jarosz –
  - J.J. Los (odc. 9d)
  - strażnik (odc. 37c)
- Marek Robaczewski
- Wojciech Machnicki
- Tomasz Marzecki –
  - diabeł (odc. 20c)
  - narrator (odc. 57d)
- Andrzej Chudy – sumienie (odc. 32a)
- Marcin Kudełka –
  - szef Donalda (odc. 8a)
  - narrator (część odcinków)
- Jakub Szydłowski
- Klaudiusz Kaufmann – Praktyczna świnka (odc. 51b)
- Katarzyna Pysiak – Świnka Skrzypek (odc. 51b)
- Agnieszka Piotrowska – Świnka Flecista (odc. 51b)
- Andrzej Gawroński – wujek Śmieszek (odc. 7a)
- Wojciech Szymański – spiker radiowy (odc. 7a)
- Magdalena Krylik – Wendy (fragment Piotrusia Pana w jednym z odcinków)
- Andrzej Blumenfeld –
  - oficer (fragment odc. 20d)
  - Wilk Bardzozły (odc. 51b)
  - Kapitan Hak (fragment Piotrusia Pana w jednym z odcinków)
- Maciej Kujawski – Kubuś Puchatek (odc. 90b)
- Tomasz Steciuk – Prosiaczek (odc. 90b)
- Jacek Czyż –
  - Pete (odc. 50c)
  - Tygrys (odc. 90b)
- Ryszard Nawrocki – Królik (odc. 90b)
- Tadeusz Sznuk – Narrator (odc. 90b)
- Jan Prochyra – Kłapouchy (odc. 90b)

Wykonanie piosenki czołówkowej i tyłówkowej: Adam Krylik, Anna Sztejner, Magdalena Krylik i inni
Produkcja polskiej wersji językowej: Disney Character Voices International
Lektorzy:
- Piotr Makowski,
- Jacek Brzostyński (tytuł serialu, tytuły niektórych kreskówek, w czołówce i informacja w tyłówce)
- niektóre kreskówki pochodzą z dubbingu z serialu „Myszka Miki i przyjaciele”.

### Druga wersja dubbingu (odc. 1–3, 5, 10–15, 18–19, 22, 25–28, 30–31, 38–44, 46, 48–49, 53–54, 56, 58–59)
Wersja polska: na zlecenie Disney Character Voices International – Sun Studio Polska

Reżyseria: Joanna Węgrzynowska

Dialogi: Barbara Robaczewska

Teksty piosenek: Marek Robaczewski

Kierownictwo muzyczne: Agnieszka Piotrowska-Tomicka

Wystąpili:
- Kacper Kuszewski – Miki
- Beata Wyrąbkiewicz –
  - Minnie
  - wieśniacy (odc. 18b)
- Jarosław Boberek –
  - Donald,
  - Hyzio,
  - Dyzio,
  - Zyzio,
  - narrator (odc. 40b)
- Krzysztof Tyniec –
  - Goofy,
  - narrator (odc. 38d)
- Elżbieta Jędrzejewska –
  - Daisy
  - matka Daisy (odc. 12a)
- Ewa Kania –
  - Chip
  - kobieta (odc. 31b)
- Jarosław Domin –
  - Dale,
  - ojciec (odc. 3c),
  - duch #2 (odc. 11a),
  - spiker radiowy (odc. 27b)
  - adwokat (odc. 44c)
- Robert Tondera –
  - Świerszcz Jiminy,
  - kierowca (odc. 15d),
  - jeden z mieszkańców (odc. 18b),
  - głos z szafy grającej (odc. 27c),
  - spiker radiowy (odc. 31b)
  - łoś (odc. 27d)
  - tłum (odc. 27d)
- Włodzimierz Bednarski –
  - Pete (oprócz odc. 58b),
  - narrator (odc. 43d)
- Artur Kaczmarski –
  - wieśniacy (odc. 18b),
  - głos z radia (odc. 41a)
- Tomasz Bednarek
- Izabela Dąbrowska –
  - królowa (fragment odc. 1c)
  - mama Lamberta (odc. 58c)
- Wojciech Paszkowski –
  - Joe Muffaw (odc. 40b)
  - pan Bocian (Narrator) (odc. 58c)
- Leszek Zduń
- Bożena Furczyk – nauczycielka (odc. 40b)
- Anna Sztejner – gwary (odc. 40b)
- Brygida Turowska – gwary (odc. 40b)
- Beata Łuczak – Suzy Sparrow (odc. 25c)
- Katarzyna Tatarak
- Agnieszka Kunikowska
- Beata Jankowska
- Anna Apostolakis
- Agnieszka Fajlhauer
- Stefan Knothe –
  - narrator (odc. 2d, 3bc, 10c, 11c, 14c, 15d, 19c, 56d),
  - Donald-narrator (odc. 12a),
  - głos komentatora z radia (odc. 49a)
- Adam Bauman – Pan Duch (fragment odc. 1c)
- Janusz Wituch –
  - król (fragment odc. 1c)
  - leśniczy (odc. 13d),
  - sierżant (odc. 14b),
  - szef (odc. 14c)
  - jeden z mieszkańców (odc. 18b),
  - narrator (odc. 38c, 41d)
- Jan Kulczycki –
  - figury geometryczne (fragment odc. 1c)
  - jeden z misiów (odc. 38c)
  - kot (odc. 42b)
- Tomasz Steciuk –
  - kierowca (odc. 14a)
  - mała mysz (odc. 42b)
- Grzegorz Pawlak
- Cezary Nowak – Chris Crosshaul (odc. 40b)
- Mieczysław Morański – drwal McNab (odc. 40b)
- Marek Robaczewski –
  - duch #1 (odc. 11a),
  - rycerz (odc. 18b),
  - narrator (odc. 22b),
  - Profesor Sowa (odc. 25c)
  - strażak #2 (odc. 31b)
- Wojciech Machnicki –
  - J.J. Los (odc. 11d),
  - Goofy-narrator (odc. 12c),
  - jeden z mieszkańców (odc. 18b)
- Tomasz Marzecki
- Marcin Kudełka
- Paweł Podgórski – kierownik pola namiotowego (odc. 27d)
- Juliusz Kamil Kuźnik – gruba mysz (odc. 42b)
- Rafał Drozd – chuda mysz (odc. 42b)
- Jacek Jarzyna – Pete (odc. 58b)
- Jakub Szydłowski –
  - narrator (odc. 27d)
  - dziadek Kaczor (odc. 27d)
  - strażak #4 (odc. 31b)
  - Paul Bunyan (odc. 40b)
  - Ben Buzzard (odc. 43a)
  - prokurator (odc. 44c)
- Joanna Węgrzynowska –
  - pani Geef (odc. 3c, 31b)
  - Norma (odc. 3c)
  - Janice (odc. 3c)
  - anioł (odc. 3d)
  - kobiety (odc. 11c)
  - Penelope Pinfeather (odc. 25c)
  - dyspozytorka (odc. 31b)
- Paweł Szczesny –
  - mężczyzna wysiadający z tramwaju (odc. 15d),
  - przestępca #1 (odc. 18a),
  - król (odc. 18b),
  - wieśniacy (odc. 18b)
  - narrator (odc. 30c),
  - Toby Żółw (odc. 54c)
- Krzysztof Szczerbiński – Max Zając (odc. 54c)
- Joanna Pach –
  - gwary (odc. 40b)
  - królice (odc. 54c)
- Paweł Bukrewicz
- Łukasz Węgrzynowski –
  - komentator (odc. 2d)
  - głos z samolotu (odc. 12b)
- Kacper Cybiński –
  - George (odc. 3c),
  - Mike (odc. 3c),
  - Winston (odc. 3c)
  - kuzyn Pete’a (odc. 12d)
  - Junior (odc. 31b)
- Magdalena Krylik
- Anna Wodzyńska – matka George’a (odc. 3c)
- Krzysztof Cybiński –
  - Goofy Jr. (odc. 2d)
  - diabeł (odc. 3d)
  - duch #3 (odc. 11a),
  - narrator (odc. 12b),
  - pracownik wesołego miasteczka (odc. 12d)
  - telefonista (odc. 27d)
- Artur Pontek –
  - głos witający Goofy’ego (odc. 15d),
  - gazeciarz (odc. 15d)
  - przestępca #2 (odc. 18a)
  - spiker radiowy (odc. 18a)

i inni
Wykonanie piosenki czołówkowej i tyłówkowej: Adam Krylik, Anna Sochacka i inni
Lektorzy:
- Artur Kaczmarski,
- Andrzej Leszczyński (tytuł serialu w czołówce i informacja w tyłówce)

## Spis odcinków
| Nr     | Polski tytuł                                               | Bohater                    | Angielski tytuł                        | Rok premiery |
| ------ | ---------------------------------------------------------- | -------------------------- | -------------------------------------- | ------------ |
|        |                                                            |                            |                                        |              |
| 001[1] | Donald na wakacjach                                        | Kaczor Donald              | Donald’s Vacation                      | 1940         |
| 001[1] | Łosiowe polowanie                                          | Miki, Donald i Goofy       | Moose Hunters                          | 1937         |
| 001[1] | Donald w krainie Matemagii (fragment)                      | Kaczor Donald              | Donald in MathMagic Land               | 1959         |
| 001[1] | Pies obozowy (fragment)                                    | Pluto                      | Camp Dog                               | 1950         |
|        |                                                            |                            |                                        |              |
| 002[1] | Ranczo bez granic                                          | Kaczor Donald              | Dude Duck                              | 1951         |
| 002[1] | Raz na strusiu, raz pod strusiem                           | Myszka Miki                | Mickey Down Under                      | 1948         |
| 002[1] | Zimowe zapasy                                              | Kaczor Donald, Chip i Dale | Winter Storage                         | 1949         |
| 002[1] | Akwamaniacy                                                | Goofy                      | Aquamania                              | 1961         |
|        |                                                            |                            |                                        |              |
| 003[1] | Szkoła                                                     | Donald i Siostrzeńcy       | Truant Officer Donald                  | 1941         |
| 003[1] | Proste rzeczy                                              | Myszka Miki                | The Simple Things                      | 1953         |
| 003[1] | Nauczyciele to też ludzie                                  | Goofy                      | Teachers are People                    | 1952         |
| 003[1] | Lepsze Ja Donalda                                          | Kaczor Donald              | Donald’s Better Self                   | 1938         |
|        |                                                            |                            |                                        |              |
| 004[2] | Twardy Donald do zgryzienia                                | Kaczor Donald, Chip i Dale | All in a Nutshell                      | 1949         |
| 004[2] | W przyczepie Mikiego                                       | Miki, Donald i Goofy       | Mickey’s Trailer                       | 1938         |
| 004[2] | Fata-Morgana                                               | Donald i Goofy             | Crazy With the Heat                    | 1947         |
| 004[2] | Goofy i Wilbur                                             | Goofy                      | Goofy and Wilbur                       | 1939         |
|        |                                                            |                            |                                        |              |
| 005[1] | Trzymajmy się razem                                        | Kaczor Donald              | Let’s Stick Together                   | 1952         |
| 005[1] | Donald i koło                                              | Kaczor Donald              | Donald and the Wheel                   | 1961         |
| 005[1] | Jak zbudować łódź (fragment)                               | Miki, Donald i Goofy       | Boat Builders                          | 1938         |
|        |                                                            |                            |                                        |              |
| 006[2] | Główny strażak                                             | Donald i Siostrzeńcy       | Fire Chief                             | 1940         |
| 006[2] | Na ślizgawce                                               | Myszka Miki                | On Ice                                 | 1935         |
| 006[2] | Nowoczesne wynalazki                                       | Kaczor Donald              | Modern Inventions                      | 1937         |
| 006[2] | Randka (fragment)                                          | Chip i Dale                | Two Chips and a Miss                   | 1952         |
|        |                                                            |                            |                                        |              |
| 007[2] | Samokontrola                                               | Kaczor Donald              | Self Control                           | 1938         |
| 007[2] | Po drugiej stronie lustra                                  | Myszka Miki                | Thru the Mirror                        | 1936         |
| 007[2] | Raz na strusiu, raz pod strusiem (powt. odc. 2b)           | Myszka Miki                | Mickey Down Under                      | 1948         |
| 007[2] | Wyżeł (fragment)                                           | Myszka Miki                | The Pointer                            | 1939         |
|        |                                                            |                            |                                        |              |
| 008[2] | Stara sekwoja                                              | Kaczor Donald              | Old Sequoia                            | 1945         |
| 008[2] | Rabuś kości                                                | Pluto                      | Bone Bandit                            | 1948         |
| 008[2] | Jak wykorzystać plastik?                                   | Kaczor Donald              | The Plastics Inventor                  | 1944         |
| 008[2] | Jak grać w golfa?                                          | Goofy                      | How to Play Golf                       | 1944         |
|        |                                                            |                            |                                        |              |
| 009[2] | Dekoracje wnętrz                                           | Kaczor Donald              | Inferior Decorator                     | 1948         |
| 009[2] | Pies pokładowy                                             | Pluto                      | Dog Watch                              | 1945         |
| 009[2] | Ojcowie też ludzie                                         | Goofy                      | Fathers are People                     | 1951         |
| 009[2] | Jak mieć wypadek przy pracy?                               | Kaczor Donald              | How to Have an Accident at Work        | 1959         |
|        |                                                            |                            |                                        |              |
| 010[1] | Czyściciele okien                                          | Kaczor Donald              | Window Cleaners                        | 1940         |
| 010[1] | Koncert orkiestry dętej                                    | Myszka Miki                | The Band Concert                       | 1935         |
| 010[1] | Jak grać w baseball?                                       | Goofy                      | How to Play Baseball                   | 1942         |
| 010[1] | Własnoręcznie zbudowany dom (fragment)                     | Goofy                      | Home Made Home                         | 1951         |
|        |                                                            |                            |                                        |              |
| 011[1] | Przestraszone duchy                                        | Miki, Donald i Goofy       | Lonesome Ghosts                        | 1937         |
| 011[1] | Coś dla kotów                                              | Pluto                      | Puss Cafe                              | 1950         |
| 011[1] | Najlepszy przyjaciel człowieka                             | Goofy                      | Man’s Best Friend                      | 1952         |
| 011[1] | Jak zdarzają się wypadki w domu?                           | Kaczor Donald              | How to Have an Accident in the Home    | 1956         |
|        |                                                            |                            |                                        |              |
| 012[1] | Jak złapać męża?                                           | Donald i Siostrzeńcy       | Donald’s Diary                         | 1954         |
| 012[1] | Pluto i pancernik                                          | Pluto                      | Pluto and the Armadillo                | 1943         |
| 012[1] | Kalifornia albo nic                                        | Goofy                      | Californy ’er Bust                     | 1945         |
| 012[1] | Mistrz, przeciętniak, słabiak                              | Donald i Siostrzeńcy       | Canvas Back Duck                       | 1953         |
|        |                                                            |                            |                                        |              |
| 013[1] | Morscy skauci                                              | Donald i Siostrzeńcy       | Sea Scouts                             | 1939         |
| 013[1] | Wakacje na Hawajach                                        | Miki, Donald i Goofy       | Hawaiian Holiday                       | 1937         |
| 013[1] | Ty i maszyna życia                                         | Świerszcz Jiminy           | You and the Living Machine             | 1955         |
| 013[1] | Miś ma miód (fragment)                                     | Kaczor Donald              | Beezy Bear                             | 1955         |
|        |                                                            |                            |                                        |              |
| 014[1] | Straszne skutki kapania                                    | Kaczor Donald              | Drip Dippy Donald                      | 1948         |
| 014[1] | Prywatny Pluto                                             | Pluto, Chip i Dale         | Private Pluto                          | 1943         |
| 014[1] | Witaj, Aloha!                                              | Goofy                      | Hello Aloha                            | 1952         |
| 014[1] | Mistrz hokeja                                              | Donald i Siostrzeńcy       | The Hockey Champ                       | 1939         |
|        |                                                            |                            |                                        |              |
| 015[1] | Szalejąc za Daisy                                          | Kaczor Donald              | Crazy Over Daisy                       | 1950         |
| 015[1] | Ogród Myszki Miki                                          | Myszka Miki                | Mickey’s Garden                        | 1935         |
| 015[1] | Klakson z przyczepą                                        | Kaczor Donald, Chip i Dale | Trailer Horn                           | 1950         |
| 015[1] | Szaleństwo motoryzacji                                     | Goofy                      | Motor Mania                            | 1950         |
|        |                                                            |                            |                                        |              |
| 016[2] | Myjnia dla psów                                            | Kaczor Donald              | Donald’s Dog Laundry                   | 1940         |
| 016[2] | Na rzecz sierot                                            | Myszka Miki                | Orphan’s Benefit                       | 1941         |
| 016[2] | Zabójczy hokej                                             | Goofy                      | Hockey Homicide                        | 1945         |
| 016[2] | Niszczyciele zabawek (fragment)                            | Kaczor Donald, Chip i Dale | Toy Tinkers                            | 1949         |
|        |                                                            |                            |                                        |              |
| 017[2] | Wymarzony głos Donalda                                     | Kaczor Donald              | Donald’s Dream Voice                   | 1948         |
| 017[2] | Przeprowadzka Mikiego                                      | Myszka Miki                | Moving Day                             | 1936         |
| 017[2] | Lunatyk                                                    | Kaczor Donald              | Sleepy Time Donald                     | 1947         |
| 017[2] | Rzuć palenie!                                              | Goofy                      | No Smoking                             | 1951         |
|        |                                                            |                            |                                        |              |
| 018[1] | Szczęśliwy dzień Donalda                                   | Kaczor Donald              | Donald’s Lucky Day                     | 1939         |
| 018[1] | Dzielny Krawczyk                                           | Myszka Miki                | The Brave Little Tailor                | 1938         |
| 018[1] | Miki i jego drużyna polo                                   | Myszka Miki                | Mickey’s Polo Team                     | 1936         |
| 018[1] | Na drzewie (fragment)                                      | Kaczor Donald, Chip i Dale | Up a Tree                              | 1955         |
|        |                                                            |                            |                                        |              |
| 019[1] | Wredny budzik                                              | Kaczor Donald              | Early to Bed                           | 1941         |
| 019[1] | Lunatyk                                                    | Pluto                      | The Sleepwalker                        | 1942         |
| 019[1] | Jak spać?                                                  | Goofy                      | How to Sleep                           | 1953         |
| 019[1] | Zapracować na orzeszki                                     | Kaczor Donald, Chip i Dale | Working for Peanuts                    | 1953         |
|        |                                                            |                            |                                        |              |
| 020[2] | Ornitolog                                                  | Kaczor Donald              | Contrary Condor                        | 1944         |
| 020[2] | Walki kogucie                                              | Miniatury muzyczne         | Cock o’the Walk                        | 1935         |
| 020[2] | Pomocna łapa                                               | Pluto                      | Lend a Paw                             | 1941         |
| 020[2] | Pies pocztowy (fragment)                                   | Pluto                      | Mail Dog                               | 1947         |
|        |                                                            |                            |                                        |              |
| 021[2] | Na gałęzi                                                  | Kaczor Donald, Chip i Dale | Out on a Limb                          | 1950         |
| 021[2] | Balonowa pszczoła                                          | Pluto                      | Bubble Bee                             | 1949         |
| 021[2] | Donald Ogryzek                                             | Kaczor Donald, Chip i Dale | Donald Applecore                       | 1952         |
| 021[2] | Sztuka jazdy na nartach                                    | Goofy                      | The Art of Skiing                      | 1941         |
|        |                                                            |                            |                                        |              |
| 022[1] | Wielorybnicy                                               | Miki, Donald i Goofy       | The Whalers                            | 1938         |
| 022[1] | Mały Hiawatha                                              | Miniatury muzyczne         | Little Hiawatha                        | 1937         |
| 022[1] | Pies do golfa                                              | Myszka Miki                | Canine Caddy                           | 1941         |
| 022[1] | Cyrk Myszki Miki (fragment)                                | Myszka Miki                | Mickey’s Circus                        | 1936         |
|        |                                                            |                            |                                        |              |
| 023[2] | Dzikie, otwarte przestrzenie                               | Kaczor Donald              | Wide Open Spaces                       | 1947         |
| 023[2] | Daj się zdrzemnąć, Figaro!                                 | Pluto                      | Cat Nap Pluto                          | 1948         |
| 023[2] | Wielkie mycie                                              | Goofy                      | The Big Wash                           | 1948         |
| 023[2] | Polowanie na lisa                                          | Donald i Goofy             | The Fox Hunt                           | 1938         |
|        |                                                            |                            |                                        |              |
| 024[2] | Zupa na stole                                              | Kaczor Donald              | Soup’s On                              | 1948         |
| 024[2] | Urodziny Pluta                                             | Miki i Pluto               | Pluto’s Party                          | 1952         |
| 024[2] | Autostradofobia                                            | Goofy                      | Freewayphobia                          | 1965         |
|        |                                                            |                            |                                        |              |
| 025[1] | Don Donald                                                 | Kaczor Donald              | Don Donald                             | 1937         |
| 025[1] | Kuzyn ze wsi                                               | Miniatury muzyczne         | The Country Cousin                     | 1936         |
| 025[1] | Przygody z muzyką                                          | Miniatury muzyczne         | Toot, Whistle, Plunk and Boom          | 1953         |
|        |                                                            |                            |                                        |              |
| 026[1] | Pan Kaczor ma randkę                                       | Kaczor Donald              | Mr. Duck Steps Out                     | 1940         |
| 026[1] | Pluto i jego rodzinka                                      | Pluto                      | Pluto’s Quin-puplets                   | 1937         |
| 026[1] | Ty i maszyna życia (powt. odc. 13c)                        | Świerszcz Jiminy           | You and the Living Machine             | 1955         |
| 026[1] | Choinka psa Pluto (fragment)                               | Myszka Miki                | Pluto’s Christmas Tree                 | 1952         |
|        |                                                            |                            |                                        |              |
| 027[1] | Popcorn                                                    | Kaczor Donald, Chip i Dale | Corn Chips                             | 1951         |
| 027[1] | Papuga                                                     | Myszka Miki                | Mickey’s Parrot                        | 1938         |
| 027[1] | Wolny dzień taty                                           | Goofy                      | Father’s Day Off                       | 1953         |
| 027[1] | Polowanie wzbronione                                       | Kaczor Donald              | No Hunting                             | 1955         |
|        |                                                            |                            |                                        |              |
| 028[1] | Konserwatorzy zegara                                       | Miki,Donald i Goofy        | Clock Cleaners                         | 1937         |
| 028[1] | Budowanie łodzi                                            | Miki,Donald i Goofy        | Boat Builders                          | 1938         |
| 028[1] | Mały Tut                                                   | Miniatury muzyczne         | Little Toot                            | 1948         |
| 028[1] | Sweter dla Pluta (fragment)                                | Pluto                      | Pluto’s Sweater                        | 1949         |
|        |                                                            |                            |                                        |              |
| 029[2] | Donald hydraulik                                           | Kaczor Donald              | Donald and Pluto                       | 1936         |
| 029[2] | Miki i foczka                                              | Myszka Miki                | Mickey and the Seal                    | 1948         |
| 029[2] | Źródło wiecznej młodości                                   | Donald i Siostrzeńcy       | Don’s Fountain of Youth                | 1953         |
| 029[2] | Trening Goofy’ego                                          | Goofy                      | Goofy Gymnastics                       | 1949         |
|        |                                                            |                            |                                        |              |
| 030[1] | Kanionada                                                  | Kaczor Donald              | Grand Canyonscope                      | 1954         |
| 030[1] | Kowboj musi mieć konia (fragment)                          | Miniatury muzyczne         | A Cowboy needs a Horse                 | 1956         |
| 030[1] | Rzeka Pecos, kowboj Bill                                   | Miniatury muzyczne         | Pecos Bill                             | 1948         |
|        |                                                            |                            |                                        |              |
| 031[1] | Straszny smok                                              | Kaczor Donald, Chip i Dale | Dragon Around                          | 1954         |
| 031[1] | Wymarzony urlop                                            | Goofy                      | Two Weeks Vacation                     | 1952         |
| 031[1] | Kuzyn Kaczora Donalda                                      | Kaczor Donald              | Donald’s Cousin Gus                    | 1949         |
| 031[1] | Ty i Twoje zmysły węchu i smaku                            | Świerszcz Jiminy           | You and Your senses of Smell and Taste | 1955         |
|        |                                                            |                            |                                        |              |
| 032[2] | Zbrodnia ma kacze nogi                                     | Kaczor Donald              | Donald’s Crime                         | 1945         |
| 032[2] | Pies obozowy (powt. odc. 1d)                               | Pluto                      | Camp Dog                               | 1950         |
| 032[2] | Pszczoła na plaży                                          | Kaczor Donald              | Bee at the Beach                       | 1950         |
| 032[2] | Miś na polowaniu                                           | Miś Humphrey               | Hooked Bear                            | 1956         |
|        |                                                            |                            |                                        |              |
| 033[2] | Latarnik                                                   | Kaczor Donald              | Lighthouse Keeping                     | 1946         |
| 033[2] | Tata Kaczor                                                | Kaczor Donald              | Daddy Duck                             | 1948         |
| 033[2] | Piotruś i wilk                                             | Miniatury muzyczne         | Peter and the Wolf                     | 1946         |
|        |                                                            |                            |                                        |              |
| 034[2] | Rozterki Donalda                                           | Kaczor Donald              | Donald’s Double Trouble                | 1946         |
| 034[2] | Paczka-niespodzianka dla Pluto                             | Pluto                      | Pluto’s Surprise Package               | 1949         |
| 034[2] | Godzina symfoni                                            | Myszka Miki                | Symphony Hour                          | 1942         |
| 034[2] | Bomba w górę                                               | Goofy                      | They’re Off                            | 1948         |
|        |                                                            |                            |                                        |              |
| 035[2] | Traperzy z północy                                         | Donald i Goofy             | Polar Trappers                         | 1938         |
| 035[2] | Alpiniści                                                  | Myszka Miki                | Alpine Climbers                        | 1936         |
| 035[2] | Ty i Twoje zmysły węchu i smaku (powt. odc. 31d)           | Świerszcz Jiminy           | You and Your senses of Smell and Taste | 1955         |
| 035[2] | Pies do golfa (fragment; powt. odc. 22c)                   | Myszka Miki                | Canine Caddy                           | 1941         |
|        |                                                            |                            |                                        |              |
| 036[2] | Świeżo malowane                                            | Kaczor Donald              | Wet Paint                              | 1946         |
| 036[2] | Pogromca kufra                                             | Goofy                      | Baggage Buster                         | 1941         |
| 036[2] | Nowy dom Pluta                                             | Pluto                      | Pluto’s House Warming                  | 1947         |
| 036[2] | Nici z żeglowania                                          | Donald i Goofy             | No Sail                                | 1945         |
|        |                                                            |                            |                                        |              |
| 037[2] | Delikatna przesyłka                                        | Kaczor Donald              | Donald’s Ostrich                       | 1937         |
| 037[2] | Trzy małe świnki                                           | Miniatury muzyczne         | Three Little Pigs                      | 1933         |
| 037[2] | Siup do torby                                              | Miś Humphrey               | In the Bag                             | 1956         |
| 037[2] | Wielkie mycie (fragment)                                   | Goofy                      | The Big Wash                           | 1948         |
|        |                                                            |                            |                                        |              |
| 038[1] | Złote jajka                                                | Kaczor Donald              | Golden Eggs                            | 1941         |
| 038[1] | Sweter dla Pluta (powt. odc. 28d)                          | Pluto                      | Pluto’s Sweater                        | 1949         |
| 038[1] | Odporny miś                                                | Kaczor Donald              | Rugged Bear                            | 1953         |
| 038[1] | Szybowiec Goofy’ego                                        | Goofy                      | Goofy’s Glider                         | 1940         |
|        |                                                            |                            |                                        |              |
| 039[1] | Zbieracz miodu                                             | Kaczor Donald              | Honey Harvester                        | 1949         |
| 039[1] | Pan Myszka Miki wybiera się w podróż                       | Myszka Miki                | Mr. Mouse Takes a Trip                 | 1940         |
| 039[1] | Na drzewie (powt. odc. 18d)                                | Kaczor Donald, Chip i Dale | Up a Tree                              | 1955         |
| 039[1] | Ty i Twoje żywności                                        | Świerszcz Jiminy           | You and Your Food                      | 1955         |
|        |                                                            |                            |                                        |              |
| 040[1] | Piknik na plaży                                            | Kaczor Donald              | Beach Picnic                           | 1939         |
| 040[1] | Paul Bunyan                                                | Specjalna kreskówka        | Paul Bunyan                            | 1958         |
| 040[1] | Wielka opera (fragment)                                    | Myszka Miki                | Mickey’s Grand Opera                   | 1936         |
|        |                                                            |                            |                                        |              |
| 041[1] | Szczęśliwa liczba                                          | Kaczor Donald              | Lucky Number                           | 1951         |
| 041[1] | Randka (powt. odc. 6d)                                     | Chip i Dale                | Two Chips and a Miss                   | 1952         |
| 041[1] | Lokaj dżentelmena                                          | Pluto                      | A Gentleman’s Gentleman                | 1941         |
| 041[1] | Jak łowić ryby?                                            | Goofy                      | How to Fish                            | 1942         |
|        |                                                            |                            |                                        |              |
| 042[1] | Siostrzeńcy Donalda                                        | Kaczor Donald              | Donald’s Nephews                       | 1938         |
| 042[1] | Trzej muszkieterowie                                       | Miniatury muzyczne         | Three Blind Mousketeers                | 1936         |
| 042[1] | Umiem pływać                                               | Świerszcz Jiminy           | I’m No Fool … In Water                 | 1956         |
| 042[1] | Zapracować na orzeszki (fragment; powt. odc. 19d)          | Kaczor Donald              | Working for Peanuts                    | 1953         |
|        |                                                            |                            |                                        |              |
| 043[1] | Latający gruchot                                           | Kaczor Donald              | The Flying Jalopy                      | 1943         |
| 043[1] | Lodowata atmosfera                                         | Pluto                      | Cold Storage                           | 1951         |
| 043[1] | Proste strzelanki                                          | Kaczor Donald              | Straight Shooters                      | 1947         |
| 043[1] | Jak jeździć konno?                                         | Goofy                      | How To Ride a Horse                    | 1941         |
|        |                                                            |                            |                                        |              |
| 044[1] | Problemy Donalda                                           | Kaczor Donald              | Donald’s Dilemma                       | 1947         |
| 044[1] | Miki obchodzi urodziny                                     | Myszka Miki                | Mickey’s Birthday Party                | 1942         |
| 044[1] | Opowieść o Anyburgu                                        | Specjalna kreskówka        | The Story of Anyburg, USA              | 1957         |
| 044[1] | Lunatyk (fragment; powt. odc. 19b)                         | Pluto                      | The Sleepwalker                        | 1942         |
|        |                                                            |                            |                                        |              |
| 045[2] | Dzielne zuchy                                              | Kaczor Donald              | Good Scouts                            | 1938         |
| 045[2] | Na psią nutę                                               | Pluto                      | Pluto’s Blue Note                      | 1947         |
| 045[2] | Chyba nie ten wymiar                                       | Kaczor Donald              | Out of Scale                           | 1951         |
| 045[2] | Mistrz olimpijski                                          | Goofy                      | The Olympic Champ                      | 1942         |
|        |                                                            |                            |                                        |              |
| 046[1] | Latająca wiewiórka                                         | Kaczor Donald              | The Flying Squirrel                    | 1954         |
| 046[1] | Dwurewolwerowy Goofy                                       | Goofy                      | Two Gun Goofy                          | 1952         |
| 046[1] | Donald na służbie                                          | Kaczor Donald              | Officer Duck                           | 1939         |
| 046[1] | Łoś Morris                                                 | Specjalna kreskówka        | Morris, the Midget Moose               | 1950         |
|        |                                                            |                            |                                        |              |
| 047[2] | Denerwator                                                 | Kaczor Donald              | Cured Duck                             | 1945         |
| 047[2] | Dzień dla rycerza                                          | Goofy                      | A Knight for a Day                     | 1946         |
| 047[2] | Donald i żuk                                               | Kaczor Donald              | Bootle Beetle                          | 1947         |
| 047[2] | Podwójne kozłowanie                                        | Goofy                      | Double Dribble                         | 1946         |
|        |                                                            |                            |                                        |              |
| 048[1] | Donald i pszczoły                                          | Kaczor Donald              | Bee on Guard                           | 1951         |
| 048[1] | Pluto w Meksyku                                            | Pluto                      | Pueblo Pluto                           | 1949         |
| 048[1] | Kopalnia złota                                             | Kaczor Donald              | Donald’s Gold Mine                     | 1942         |
| 048[1] | Sussie, niebieski samochodzik                              | Specjalna kreskówka        | Susie the Little Blue Coupe            | 1952         |
|        |                                                            |                            |                                        |              |
| 049[1] | Wślizg do domu                                             | Kaczor Donald              | Slide, Donald, Slide                   | 1949         |
| 049[1] | Miki magikiem                                              | Myszka Miki                | Magician Mickey                        | 1937         |
| 049[1] | Ahoj, żeglarze                                             | Kaczor Donald, Chip i Dale | Chips Ahoy                             | 1956         |
| 049[1] | Rakieta tenisowa                                           | Goofy                      | Tennis Racquet                         | 1949         |
|        |                                                            |                            |                                        |              |
| 050[2] | Lew grasant                                                | Kaczor Donald              | Lion Around                            | 1950         |
| 050[2] | Braciszek psa Pluto                                        | Pluto                      | Pluto’s Kid Brother                    | 1946         |
| 050[2] | Nocne koncertowanie                                        | Kaczor Donald              | Trombone Trouble                       | 1944         |
| 050[2] | Od jutra dieta                                             | Goofy                      | Tomorrow We Diet!                      | 1951         |
|        |                                                            |                            |                                        |              |
| 051[2] | Polowanie z aparatem                                       | Kaczor Donald              | Donald’s Camera                        | 1941         |
| 051[2] | Bardzo zły wilk                                            | Miniatury muzyczne         | The Big Bad Wolf                       | 1934         |
| 051[2] | Sztuka samoobrony                                          | Goofy                      | The Art of Self Defense                | 1941         |
| 051[2] | Dzielny Krawczyk (fragment; powt. odc. 18b)                | Myszka Miki                | Brave Little Tailor                    | 1938         |
|        |                                                            |                            |                                        |              |
| 052[2] | Znoś to pogodnie                                           | Kaczor Donald              | Grin and Bear It                       | 1954         |
| 052[2] | Najpyszniejszy indyk                                       | Pluto                      | Cold Turkey                            | 1951         |
| 052[2] | Lew Goofisko, czyli spór o hamak                           | Goofy                      | Lion Down                              | 1951         |
| 052[2] | Brzydkie kaczątko                                          | Miniatury muzyczne         | The Ugly Duckling                      | 1939         |
|        |                                                            |                            |                                        |              |
| 053[1] | Śniadanie dla trojga                                       | Kaczor Donald              | Three for Breakfast                    | 1948         |
| 053[1] | Waleczne wiewiórki                                         | Chip i Dale                | The Lone Chipmunks                     | 1954         |
| 053[1] | Kto kogo przechytrzy?                                      | Kaczor Donald              | Hook, Lion and Sinker                  | 1950         |
| 053[1] | Jak grać w football amerykański?                           | Goofy                      | How to Play Football                   | 1944         |
|        |                                                            |                            |                                        |              |
| 054[1] | Cyrk Myszki Miki (powt. odc. 22d)                          | Myszka Miki                | Mickey’s Circus                        | 1936         |
| 054[1] | Trąbka powietrzna                                          | Myszka Miki                | The Little Whirlwind                   | 1941         |
| 054[1] | Żółw i zając                                               | Miniatury muzyczne         | The Tortoise and the Hare              | 1935         |
| 054[1] | Koncert amatorów (fragment)                                | Myszka Miki                | Mickey’s Amateurs                      | 1937         |
|        |                                                            |                            |                                        |              |
| 055[2] | Miś ma miód (powt. z odc. 13d)                             | Kaczor Donald              | Beezy Bear                             | 1955         |
| 055[2] | Weekend taty                                               | Goofy                      | Father’s Weekend                       | 1953         |
| 055[2] | Figlarz dżungli                                            | Kaczor Donald              | Clown of the Jungle                    | 1947         |
| 055[2] | Nauka pływania                                             | Goofy                      | How to Swim                            | 1942         |
|        |                                                            |                            |                                        |              |
| 056[1] | Ogród Donalda                                              | Kaczor Donald              | Donald’s Garden                        | 1942         |
| 056[1] | Tak trzymaj                                                | Goofy                      | Hold That Pose                         | 1950         |
| 056[1] | Zapracować na orzeszki (powt. z odc. 19d)                  | Kaczor Donald              | Working for Peanuts                    | 1953         |
| 056[1] | Jak spać? (powt. odc. 19c)                                 | Goofy                      | How to Sleep                           | 1953         |
|        |                                                            |                            |                                        |              |
| 057[2] | Nie ma to jak w domu                                       | Kaczor Donald              | Chip an’ Dale                          | 1947         |
| 057[2] | Walka o byt                                                | Pluto                      | Food for Feudin’                       | 1950         |
| 057[2] | Lew tatusia                                                | Goofy                      | Father’s Lion                          | 1952         |
| 057[2] | Legenda o Skale Kojota                                     | Pluto                      | The Legend of Coyote Rock              | 1945         |
|        |                                                            |                            |                                        |              |
| 058[1] | Kłopoty z oponą                                            | Kaczor Donald              | Donald’s Tire Trouble                  | 1943         |
| 058[1] | Obróci się to przeciw tobie                                | Myszka Miki                | The Worm Turns                         | 1937         |
| 058[1] | Lambert, czyli owca w lwiej skórze                         | Specjalna kreskówka        | Lambert the Sheepish Lion              | 1952         |
| 058[1] | Raz na strusiu, raz pod strusiem (fragment; powt. odc. 2b) | Myszka Miki                | Mickey Down Under                      | 1948         |
|        |                                                            |                            |                                        |              |
| 059[1] | Hipnoza                                                    | Kaczor Donald              | The Eyes Have It                       | 1945         |
| 059[1] | Wspaniały pies                                             | Pluto                      | Wonder Dog                             | 1950         |
| 059[1] | Jedzonko dla mrówek                                        | Kaczor Donald              | Tea For Two Hundred                    | 1948         |
| 059[1] | Donald gra w golfa                                         | Kaczor Donald              | Donald’s Golf Game                     | 1938         |
|        |                                                            |                            |                                        |              |
| 060[2] | Donald Oblatywacz                                          | Kaczor Donald              | Test Pilot Donald                      | 1951         |
| 060[2] | Pluto ratownik                                             | Pluto                      | Rescue Dog                             | 1947         |
| 060[2] | Wielka opera (powt. odc. 40c)                              | Myszka Miki                | Mickey’s Grand Opera                   | 1936         |
| 060[2] | Konik polny i mrówki                                       | Miniatury muzyczne         | The Grasshopper and the Ants           | 1934         |
|        |                                                            |                            |                                        |              |
| 076[2] | Drzemka                                                    | Pluto                      | Cat Nap Pluto                          | 1948         |
| 076[2] | Wielkie sprzątanie                                         | Miś Humphrey               | In the Bag                             | 1956         |
| 076[2] | Bardzo zły wilk (powtórka z odc. 51b)                      | Miniatury muzyczne         | The Big Bad Wolf                       | 1934         |
|        |                                                            |                            |                                        |              |
| 088[2] | Ach, rycerzem być                                          | Goofy                      | A Knight for a Day                     | 1946         |
| 088[2] | Kraina muzyki                                              | Miniatury muzyczne         | Music Land                             | 1935         |
| 088[2] | Nutka psa Pluto                                            | Pluto                      | Pluto’s Blue Note                      | 1947         |
|        |                                                            |                            |                                        |              |
| 090[2] | Donald – Chłopiec hotelowy                                 | Kaczor Donald              | Bellboy Donald                         | 1942         |
| 090[2] | Kubuś Puchatek poznaje pory roku                           | Kubuś Puchatek             | Winnie the Pooh Discovers the Seasons  | 1981         |
| 090[2] | Pomocna łapa (powtórka z odc. 20c)                         | Pies Pluto                 | Lend a Paw                             | 1941         |
|        |                                                            |                            |                                        |              |